# Teodoros Kontidis
Teodoros Kontidis SJ ur. (11 marca 1956 w Salonikach) – grecki duchowny rzymskokatolicki, arcybiskup Aten oraz administrator apostolski Rodosu od 2021.

## Życiorys
Święcenia kapłańskie otrzymał 9 października 1988 w zgromadzeniu jezuitów. Początkowo pracował jako wikariusz, a następnie jako proboszcz zakonnej parafii w Atenach. W 1995 złożył śluby wieczyste, a następnie pełnił funkcje m.in. duszpasterza młodzieży, przełożonego klasztoru jezuickiego w Atenach oraz proboszcza parafii w Patrasie.
14 lipca 2021 papież Franciszek mianował go ordynariuszem archidiecezji Aten. Jednocześnie został administratorem apostolskim wakującej archidiecezji Rodosu. Sakry udzielił mu 18 września 2021 arcybiskup Sewastianos Rosolatos.